# Megan Rapinoe
Megan Anna Rapinoe (* 5. Juli 1985 in Redding, Kalifornien) ist eine ehemalige US-amerikanische Fußballspielerin. Sie ist zweifache Weltmeisterin und Olympiasiegerin und wurde 2019 mit dem Ballon d’Or als „Weltfußballerin des Jahres“ sowie als FIFA-Weltfußballerin des Jahres ausgezeichnet. Rapinoe spielte für den Reign FC in der NWSL und absolvierte von 2006 bis zu ihrem Abschiedsspiel im November 2023 insgesamt 203 Einsätze für die US-amerikanische Nationalmannschaft.
Sie ist auch für ihr politisches Engagement bekannt. Sie kämpft für Gleichberechtigung und engagiert sich gegen Rassismus und Donald Trump.

## Leben und Karriere

### Vereine
Rapinoe begann mit dem Fußballspielen in den U-12- und U-14-Mannschaften der Portland Mavericks, ehe sie zu Elk Grove United wechselte. Während ihres Studiums an der University of Portland spielte sie von 2004 bis 2008 für die Portland Pilots, mit denen sie 2005 die NCAA-Meisterschaft gewann. Obwohl sie mehrere Knieverletzungen erlitt, gehörte sie zu den besten offensiven Mittelfeldspielerinnen der Pilots mit einer hohen Torquote und wurde für mehrere Auszeichnungen nominiert. Beim Start der WPS spielte sie für Chicago Red Stars. Die Saison schloss das Team als Sechster ab. Rapinoe erzielte in 18 Spielen zwei Tore. Dieser Platz wurde in der folgenden Saison wiederholt, in der Rapinoe in 20 Spielen einmal ins Tor traf.
2011 spielte sie in der WPS zunächst viermal für Philadelphia Independence. Nach der Liga-Unterbrechung aufgrund der WM erhielt sie einen Kontrakt für die mittlerweile aufgelösten magicJack (zuvor „Washington Freedom“), wo sie in acht Spielen zwei Tore erzielte. Als Tabellendritte verloren sie im Super Semifinal gegen ihren vorherigen Verein. Im Oktober bestritt sie dann noch zusammen mit ihrer damaligen Lebensgefährtin Sarah Walsh zwei Spiele für den Sydney FC in der australischen W-League Dabei erzielte sie am 29. beim 2:1-Sieg gegen Melbourne Victory das Siegtor. Anschließend wechselte sie zu Seattle Sounders Women. Da die Liga im Januar 2012 den Spielbetrieb einstellte, blieb sie im Olympiajahr ohne Ligaspiel.
Am 9. Januar 2013 unterschrieb sie einen Halbjahresvertrag beim dreimaligen UEFA-Women’s-Champions-League-Gewinner Olympique Lyon, obwohl sie zeitgleich vom US-amerikanischen Fußballverband (USSF) der NWSL-Franchise Seattle Reign FC zugewiesen worden war. Am 2. Februar 2013, dem 15. Spieltag der Division 1 Féminine gab sie ihr Debüt für Olympique Lyon und erzielte einen Spieltag später am 23. Februar 2013 ihr erstes Ligator gegen EA Guingamp. In der UEFA Women’s Champions League 2012/13 verlor sie mit Lyon das Finale gegen den VfL Wolfsburg mit 0:1, wobei sie beim Stand von 0:0 zur zweiten Halbzeit ausgewechselt wurde. Nach Ende der europäischen Saison schloss sie sich im Juni 2013 absprachegemäß dem Seattle Reign FC an und kehrte zur Saison 2013/14 wiederum auf Leihbasis nach Lyon zurück. Mit Lyon scheiterte sie in der UEFA Women’s Champions League 2013/14 diesmal bereits im Achtelfinale aufgrund der Auswärtstorregel an Turbine Potsdam. Ihre ursprünglich für nach Saisonende angedachte Rückkehr in die USA wurde im Januar 2014 sofort vollzogen.
Mit Seattle Reign FC schloss sie die Saison 2014 dann auf dem ersten Platz ab und erreichte anschließend in den NWSL Championship Play-offs das Finale, verlor dieses aber mit ihrer Mannschaft gegen FC Kansas City, wobei ihr nur noch der Anschlusstreffer zum 1:2-Endstand gelang. Auch in der folgenden Saison wurde Seattle wieder Erster nach der regulären Saison, verlor das Finale aber erneut gegen Kansas City. Dabei erzielte sie 5 Tore und gab 5 Vorlagen, womit sie ins zweite NWSL Best XI-Team gewählt wurde.
In der National Women’s Soccer League 2016 kam sie erst am 27. August gegen die Portland Thorns wieder zum Einsatz. Dabei erzielte sie, nachdem sie in der 79. Minute eingewechselt worden war, in der dritten Minute der Nachspielzeit das Tor zum 3:1-Endstand. Es blieb ihr einziges Saisontor und in den nächsten vier Spielen wurde sie nur je zweimal ein- bzw. ausgewechselt. Seattle, in den beiden Vorjahren jeweils beste Mannschaft der Punktspielrunde, verpasste als Fünfter der Punktspielrunde die Playoffs um die Meisterschaft, so dass für sie die Saison vorzeitig beendet war. Auch in der folgenden Saison reichte es nur zum fünften Platz. Mit 12 Toren war sie drittbeste Torschützin der Liga und Beste ihrer Mannschaft. 2018 erreichte sie mit dem nun als Reign FC firmierenden Verein als Tabellendritter die NWSL Championship Play-offs, wo sie im Halbfinale nach einer 1:2-Niederlage gegen den Portland Thorns FC ausschied. Sie wurde aber erstmals in die NWSL Best XI gewählt.
Am 8. Juli kündigte sie ihr Karriereende nach dem Ende der NWSL-Saison 2023 an. Am 11. November 2023  im Playoff-Finale um die US-Meisterschaft (das als ihr Abschiedsspiel gedacht war) verletzte sie sich nach etwa drei Minuten und musste ausgewechselt werden.

### Nationalmannschaften
Rapinoe durchlief mehrere US-Jugendmannschaften. Sie nahm an der CONCACAF U-19-Meisterschaft der Frauen 2004 teil, bei der das US-Team den zweiten Platz belegte und sich für die U-19-WM qualifizierte. Sie erzielte dabei in drei Spielen drei Tore. Bei der U-19-Fußball-Weltmeisterschaft der Frauen 2004 in Thailand, bei der das US-Team den dritten Platz belegte, kam sie in fünf Spielen zum Einsatz und erzielte drei Tore.
Drei Wochen nach ihrem 21. Geburtstag bestritt sie am 26. Juli 2006 gegen Irland ihr erstes A-Länderspiel, das erste Länderspieltor folgte am 1. Oktober 2006 gegen Taiwan, als sie in der 79. Minute das 9:0 erzielte und drei Minuten später das Tor zum 10:0-Endstand. Nach der Rückkehr zu ihrem College-Team erlitt sie einen Kreuzbandriss, wodurch sie bis 2009 zu keinen weiteren Einsätzen kam. Beim Algarve-Cup 2009 gehörte sie zur Mannschaft, die im Endspiel im Elfmeterschießen gegen Schweden verlor.
Sie kam erst am 22. Mai 2010 wieder zum Einsatz, als sie beim 4:0 gegen Deutschland in der 69. Minute für Rekordnationalspielerin Kristine Lilly eingewechselt wurde. Beim CONCACAF Women’s Gold Cup 2010 bestritt sie drei Spiele, erzielte zwei Tore und bestritt auch beide Qualifikations Playoff-Spiele zur Fußball-Weltmeisterschaft der Frauen 2011 gegen Italien, wobei sie im Rückspiel die Vorlage zum 1:0-Siegtreffer durch Amy Rodriguez gab. 2011 kam sie in neun von zehn Spielen zum Einsatz, u. a. bei den Siegen im Vier-Nationen-Turnier und Algarve-Cup.

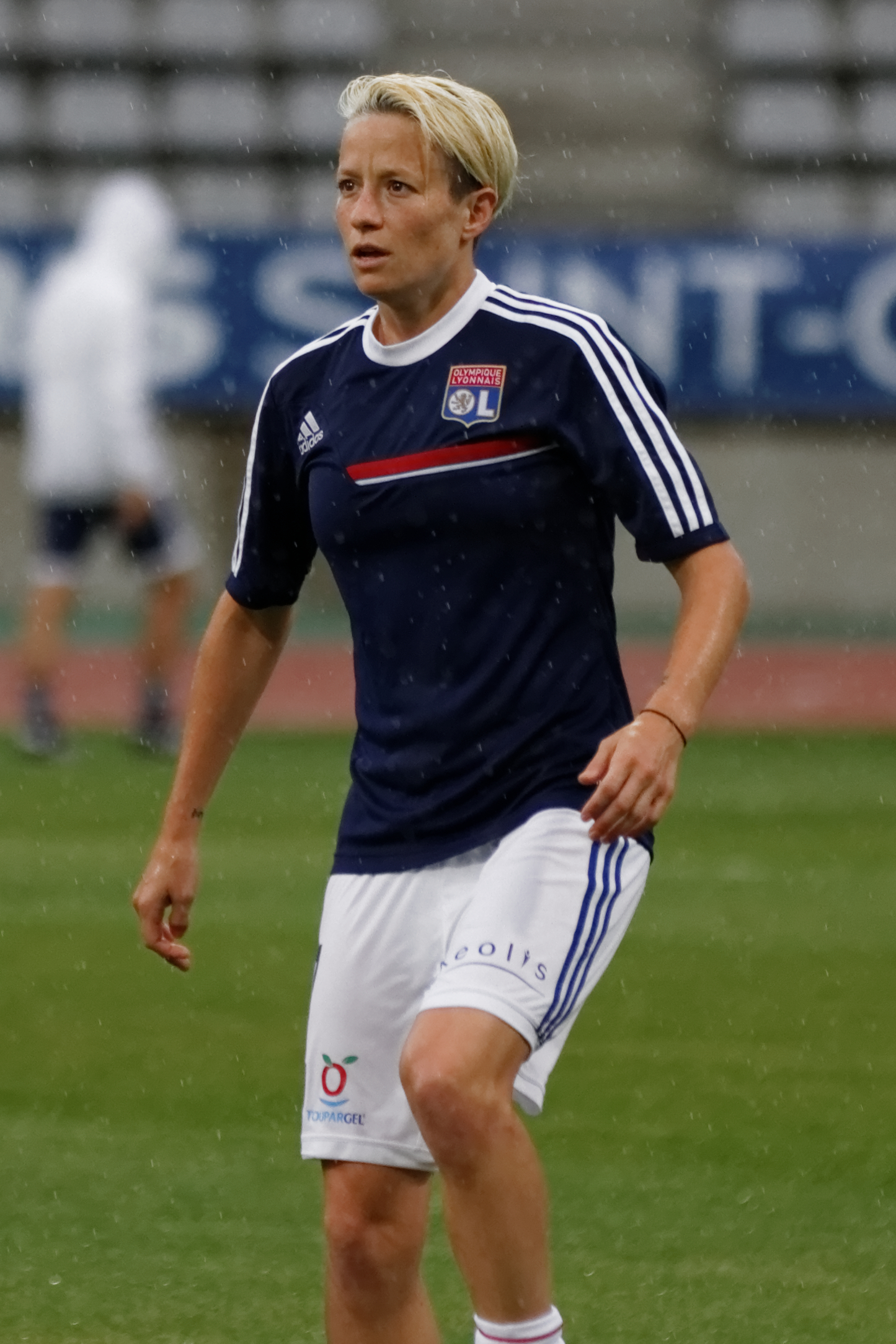
Rapinoe im Dress von Olympique Lyon.

Sie gehörte zum Kader der USA für die Weltmeisterschaft 2011 in Deutschland. Beim ersten WM-Spiel gegen Nordkorea wurde sie in der 79. Minute beim Stand von 2:0 eingewechselt. Im zweiten WM-Spiel gegen Kolumbien erzielte sie in der 50. Minute das Tor zum 2:0. Im Torjubel griff sie sich eines der Außenmikros am Spielfeldrand und sang zur Erheiterung der Zuschauer Born in the USA. Im Viertelfinale gegen Brasilien, das die USA nach einem 2:2 n. V. mit 5:3 im Elfmeterschießen gewannen, schlug sie die Flanke zum Ausgleichstor von Abby Wambach und war im Elfmeterschießen als vierte US-Schützin erfolgreich. Im Halbfinale gegen Frankreich wurde sie in der 65. Minute eingewechselt. In der 82. Minute gab sie die Vorlage zum Tor zum 3:1-Endstand durch Alex Morgan. Im Finale stand sie in der Startelf und machte insbesondere über die linke Seite viel Druck. In der 69. Minute schickte sie mit einem langen Pass aus der eigenen Hälfte Alex Morgan, die diesen aufnahm und den 1:0-Führungstreffer erzielte. Da die Japanerinnen sowohl diesen als auch den erneuten Führungstreffer durch Wambach ausglichen, kam es zum Elfmeterschießen, das Japan mit 3:1 gewann. Da Rapinoe in der 114. Minute ausgewechselt worden war, kam sie beim Elfmeterschießen nicht zum Einsatz.
Rapinoe gehörte zum US-Kader für das olympische Fußballturnier 2012 und wurde in allen Spielen eingesetzt. Im Halbfinale gegen Kanada, das mit 4:3 nach Verlängerung gewonnen wurde, glich sie zweimal die Führung der Kanadierinnen aus, wobei sie beim 1:1 einen Eckball direkt verwandelte. Durch einen 2:1-Finalsieg über Japan gewann sie mit dem US-Team ihre erste Goldmedaille.
Rapinoe wurde auch für die WM 2015 nominiert und erzielte im ersten Spiel gegen Australien das erste Tor sowie das Tor zum 2:1 (Endstand 3:1) und wurde als Spielerin des Spiels ausgezeichnet. Im Achtelfinale gegen Kolumbien erhielt sie ebenso wie Lauren Holiday die zweite Gelbe Karte, wodurch beide für das Viertelfinale gegen China gesperrt waren. Gegen Deutschland kehrte sie dann wieder in die Startelf des Halbfinalspiels zurück. Im Finale gegen Japan wurde sie in der 80. Minute durch Abby Wambach ersetzt, die damit auch noch zu einem Finaleinsatz kam. Durch das 5:2 wurde sie erstmals Weltmeisterin.
Aufgrund eines Kreuzbandrisses, den sie sich beim Training während der auf die WM folgenden Victory Tour zugezogen hatte, konnte sie weder für das Qualifikationsturnier für die Olympischen Spiele 2016 noch den SheBelieves Cup 2016 berücksichtigt werden.
Sie wurde dann erstmals wieder für das Spiel gegen Südafrika am 9. Juli 2016 nominiert aber nicht eingesetzt. Sie gehörte dann trotzdem zum 18er-Kader für die Olympischen Spiele, hatte aber nur bei den beiden Remis gegen Kolumbien und Schweden kurze Einsätze. Ihre Mannschaft schied gegen die Schwedinnen im Viertelfinale durch Elfmeterschießen aus und erreichte damit erstmals nicht das Finale.
Nach den Olympischen Spielen wurde sie für die Spiele im September gegen Thailand und die Niederlande nominiert, dort aber jeweils nur eingewechselt. Für die Spiele im Oktober gegen die Schweiz wurde sie dann nicht nominiert, wurde dann zwar wieder für die Spiele gegen Rumänien im November nominiert, kam aber auch dort nicht zum Einsatz. So kam sie 2016 nur auf vier Einsätze. 2017 bestritt sie dagegen wieder 12 Spiele, bei denen sie achtmal in der Startelf stand. Einen Titel konnte sie nicht gewinnen, da das Tournament of Nations 2017, bei dem sie dreimal in der Startelf stand, nur als Zweiter beendet wurde. Erfolgreicher verlief das nächste Jahr: Zunächst gewann sie den SheBelieves Cup 2018 und erzielte beim 1:0-Sieg gegen Deutschland den Siegtreffer. Es folgte der Gewinn des Tournament of Nations 2018 und des CONCACAF Women’s Gold Cup 2018, bei dem sie drei Tore erzielte. Durch den Sieg beim Gold Cup qualifizierten sich die USA für die WM 2019.
2019 begann für sie mit einem 1:0-Sieg gegen Spanien. Beim anschließenden SheBelieves Cup 2019 erzielte sie bei den beiden 2:2-Remis gegen England und Japan jeweils das erste Tor. Am 4. April bestritt sie beim 5:3-Sieg gegen Australien ihr 150. Länderspiel und erzielte das zwischenzeitliche 3:2.
Am 1. Mai 2019 wurde sie für die WM 2019 und damit ihre dritte WM nominiert. Als Leitfigur, Kapitänin und Spielmacherin („leader and tone-setter of the US team“) ebnete sie mit sechs Toren in fünf Spielen – darunter mit ihrem 50. Länderspieltor das erste Tor im Finale – den US-Amerikanerinnen den Weg zur Titelverteidigung. Rapinoe gewann sowohl den Goldenen Ball als beste Spielerin, als auch den Goldenen Schuh als beste Torschützin der WM. Durch ihren Einsatz im Finale gehört sie zu den sechs Spielerinnen, die in drei WM-Endspielen standen. Dabei stand sie sowie die Deutsche Birgit Prinz als Einzige der sechs Spielerinnen in den drei Endspielen jeweils in der Startelf, Rapinoe wurde als Einzige aber immer ausgewechselt.
Am 23. Juni 2021 wurde sie für die wegen der COVID-19-Pandemie um ein Jahr verschobenen Olympischen Spiele nominiert. Bei den Spielen wurde sie im ersten Gruppenspiel gegen Schweden, das nach 44 Spielen ohne Niederlage mit 0:3 verloren wurde, in der 64. Minute für Tobin Heath eingewechselt. Im zweiten Spiel gegen Neuseeland, das 6:1 gewonnen wurde, standen Heath und sie in der Startelf. Heath spielte über die volle Spielzeit, Rapinoe wurde nach 68 Minuten ausgewechselt. Beim anschließenden torlosen Remis gegen Australien wurde sie in der 65. Minute für Heath ausgewechselt. Im Viertelfinale gegen Europameister Niederlande, wurde sie eine Minute früher für Heath ausgewechselt. Da es nach 120 Minuten 2:2 stand, kam es zum Elfmeterschießen, bei dem vier ihrer Mitspielerinnen ihren Elfmeter verwandelten und ihre Torhüterin zwei Elfmeter halten konnte, womit sie das Halbfinale erreichten. Im Halbfinale, das sie mit ihrer Mannschaft aber mit 0:1 gegen die Kanadierinnen verlor, wurde sie nach einer Stunde für Heath eingewechselt. Im Spiel um die Bronzemedaille gegen Australien, das mit 4:3 gewonnen wurde, stand sie in der Startelf und erzielte die Tore zum zwischenzeitlichen 1:0 und 2:1, wurde aber nach einer Stunde beim Stand von 4:2 für Heath ausgewechselt.
Am 21. Juni 2023 wurde sie für die WM-Endrunde nominiert und war damit die älteste Spielerin im Kader. In drei der vier WM-Partien ihres Teams wurde sie als Einwechselspielerin eingesetzt. Das erste Gruppenspiel gegen Vietnam war ihr 200. Länderspiel. Sie blieb im Turnier aber ohne Torerfolg. Im Achtelfinale schied Rapinoe mit ihrer Mannschaft im Elfmeterschießen gegen die Schwedinnen aus, als sie den entscheidenden Elfmeter verschoss.
Ihr Abschiedsspiel bestritt sie am 24. September 2023 in Chicago gegen Südafrika, wobei sie durch Eckball die Vorlage zum 2:0-Endstand durch Emily Sonnett gab.

## Teilnahme an den Protesten gegen Rassismus
Bereits 2016 schloss sich Megan Rapinoe den Protesten gegen Rassismus verschiedener US-Mannschaften an, die sich dadurch ausdrückten, dass die Sportler die Nationalhymne nicht mitsangen (und in der Regel nicht standen, sondern knieten). Der Erste, der dadurch auffiel, war der Quarterback der San Francisco 49ers, Colin Kaepernick. Rapinoe war die erste weiße Athletin, die sich ebenfalls weigerte, die Hymne mitzusingen. Im Mai 2019 kündigte sie in einem Gespräch an, dass sie „wahrscheinlich nie wieder die Nationalhymne singen wird“, einschließlich der Weltmeisterschaft in Frankreich 2019, wie man bei den Fernsehübertragungen auch sehen konnte. Nachdem Präsident Trump sie auf Twitter scharf kritisiert hatte, erklärte sie, dass sie von Hatern keine Notiz nähme. Team und Trainerin standen ungeachtet der Kritik jederzeit hinter ihr und ihre Teamkameradin Alex Morgan bezeichnete sie als das Herz des Teams.

## Privates
Im Juli 2012 bekannte sich Rapinoe öffentlich zu ihrer Homosexualität und ihrer damaligen Lebensgefährtin, der australischen Fußballnationalspielerin Sarah Walsh. Anschließend wurde sie mit dem Board of Director’s Award der Los Angeles Gay and Lesbian Center ausgezeichnet.
In ihrer Collegezeit war sie von 2006 bis 2008 mit der fünf Jahre älteren Abby Wambach liiert. Im August 2015 gab Rapinoe ihre Verlobung mit der US-amerikanischen Sängerin Sera Cahoone bekannt. Seit Herbst 2016 ist Rapinoe in einer Beziehung mit der Basketballspielerin Sue Bird. Zusammen standen sie als erstes offen homosexuelles Paar für die Body Issue des ESPN-Magazins Modell.
Rapinoes Zwillingsschwester Rachael Rapinoe spielte ebenfalls für Portland Fußball und spielte für UMF Stjarnan in der UEFA Women’s Champions League. In ihrer Autobiografie erwähnt sie, dass ihr Bruder Brian drogenabhängig sei. Die Gegend um Redding weise eine der höchsten Pro-Kopf-Raten für verschreibungspflichtige Opioide in den USA auf. Später konsumierte er Heroin und kam wiederholt ins Gefängnis.
2020 verkörperte sich Rapinoe in der Fernsehserie The L Word: Generation Q in einem Cameo-Auftritt selbst.

## Erfolge
- NCAA-Meister 2005
- Algarve-Cup-Siegerin 2011, 2013 und 2015
- Olympiasiegerin 2012 (Bronze 2020)
- Sieg beim CONCACAF Women’s Gold Cup 2014 und 2018
- Weltmeisterin bei der Fußball-Weltmeisterschaft der Frauen 2015 in Kanada und der Fußball-Weltmeisterschaft der Frauen 2019 in Frankreich
- Siegerin des SheBelieves Cup 2018
- Siegerin des Tournament of Nations 2018

## Auszeichnungen
- Soccer Times National Freshman of the Year, WCC Freshman of the Year und NSCAA First Team All-America 2005
- West Coast Conference Player of the Year 2008
- Nominiert für das WPS All-Star Team 2009
- 2015, 2017: Wahl in die NWSL Besecond XI
- 2018: Wahl in die NWSL Best XI
- Goldener Ball als beste Spielerin der Fußball-Weltmeisterschaft der Frauen 2019[42]
- Goldener Schuh als beste Torschützin der Fußball-Weltmeisterschaft der Frauen 2019[42]
- FIFA-Weltfußballerin des Jahres: 2019[43]
- Ballon d’Or („Weltfußballerin des Jahres“): 2019
- IFFHS Welt-Spielmacherin: 2019[44]
- Sports Illustrated Sportler des Jahres: 2019
- 2022: Presidential Medal of Freedom
- 2023: Aufnahme in die Liste der Women of the Year 2023 der Time.[45]

## Publikation
- mit Emma Brockes: One Life. Goldmann, München 2020, ISBN 978-3-442-31621-2.